# Baptisia alba
Baptisia alba är en ärtväxtart som först beskrevs av Carl von Linné, och fick sitt nu gällande namn av Étienne Pierre Ventenat. Baptisia alba ingår i släktet Baptisia och familjen ärtväxter.

## Underarter
Arten delas in i följande underarter:
- B. a. alba
- B. a. macrophylla

## Bildgalleri

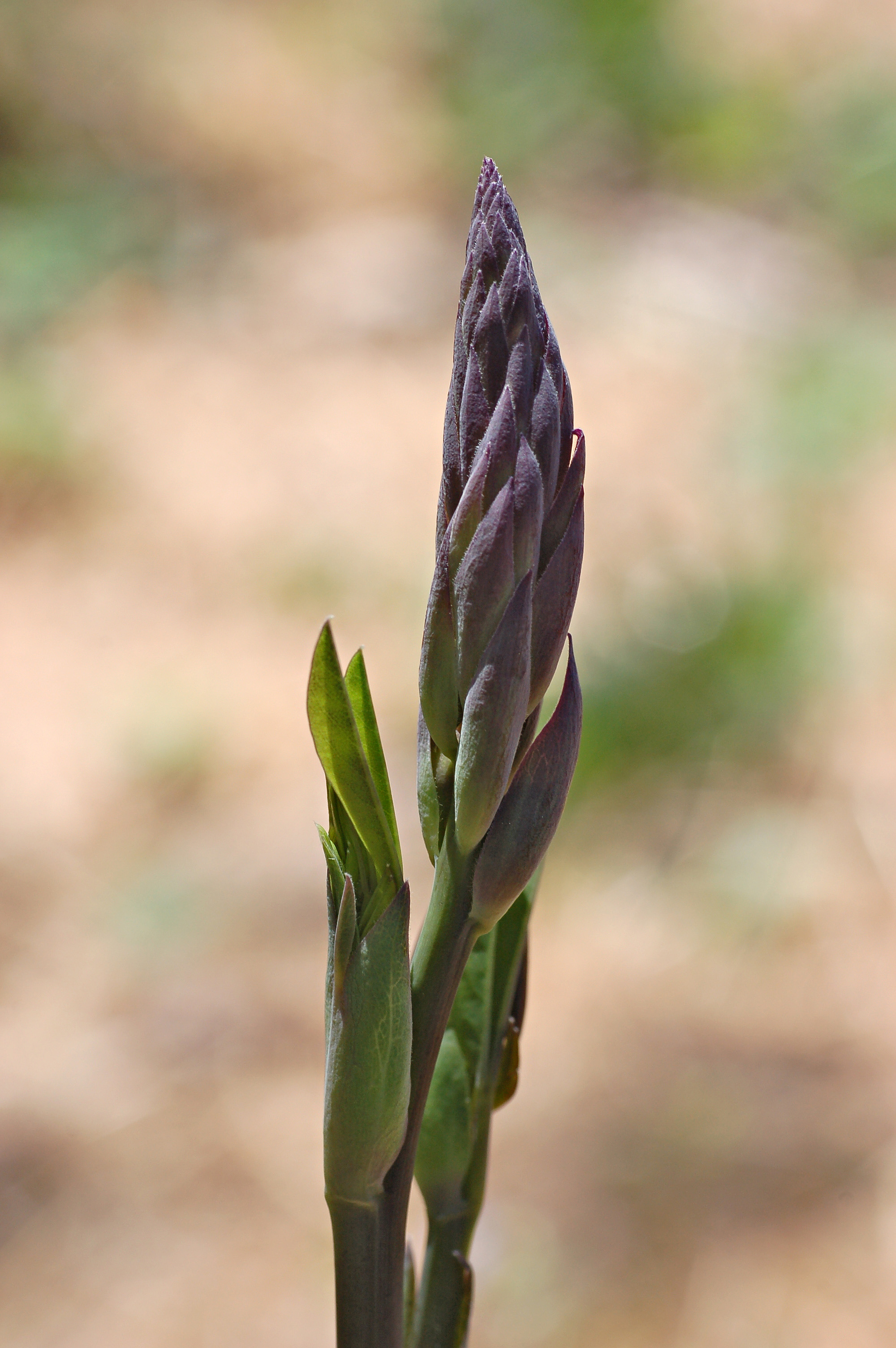
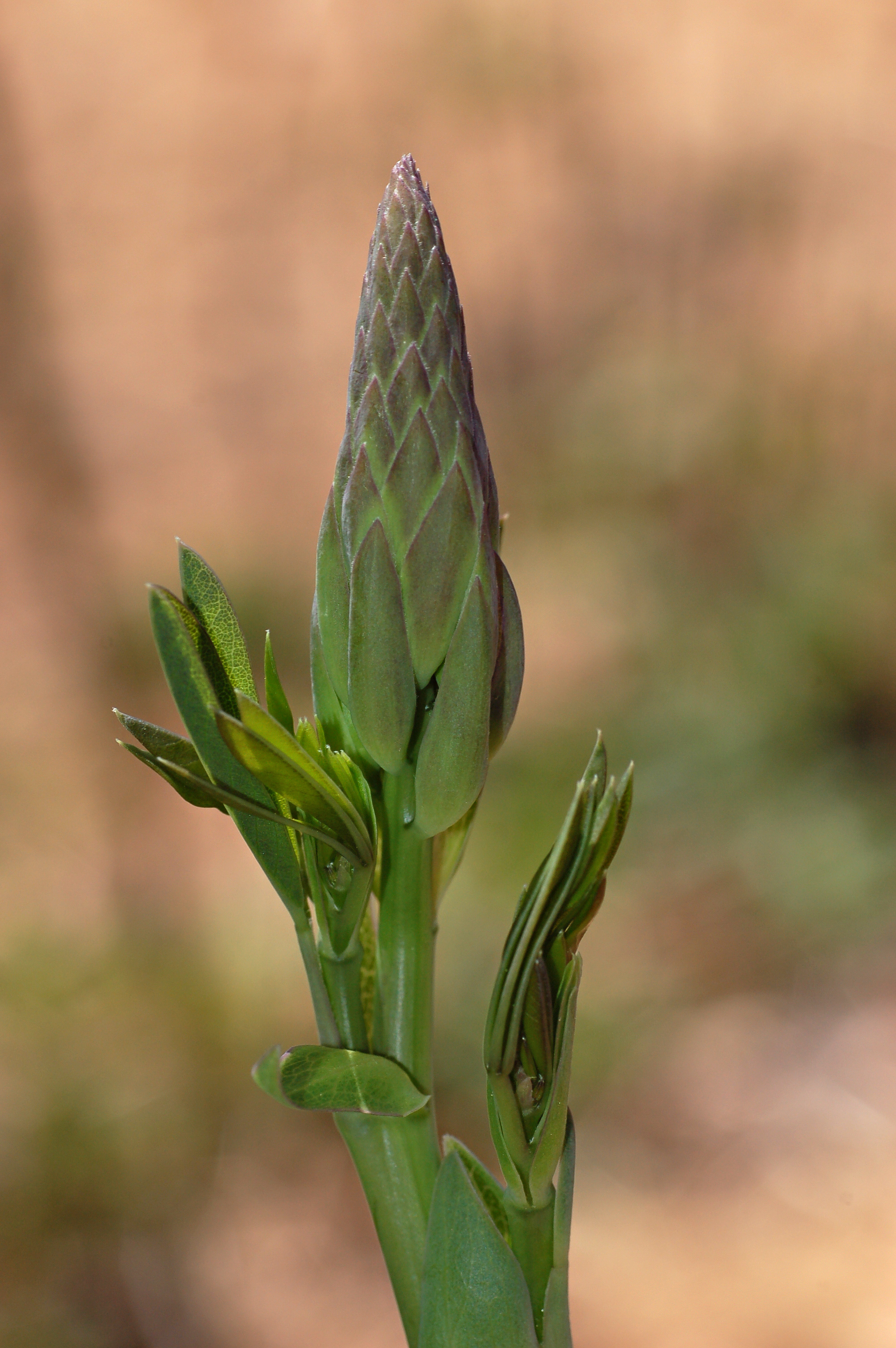
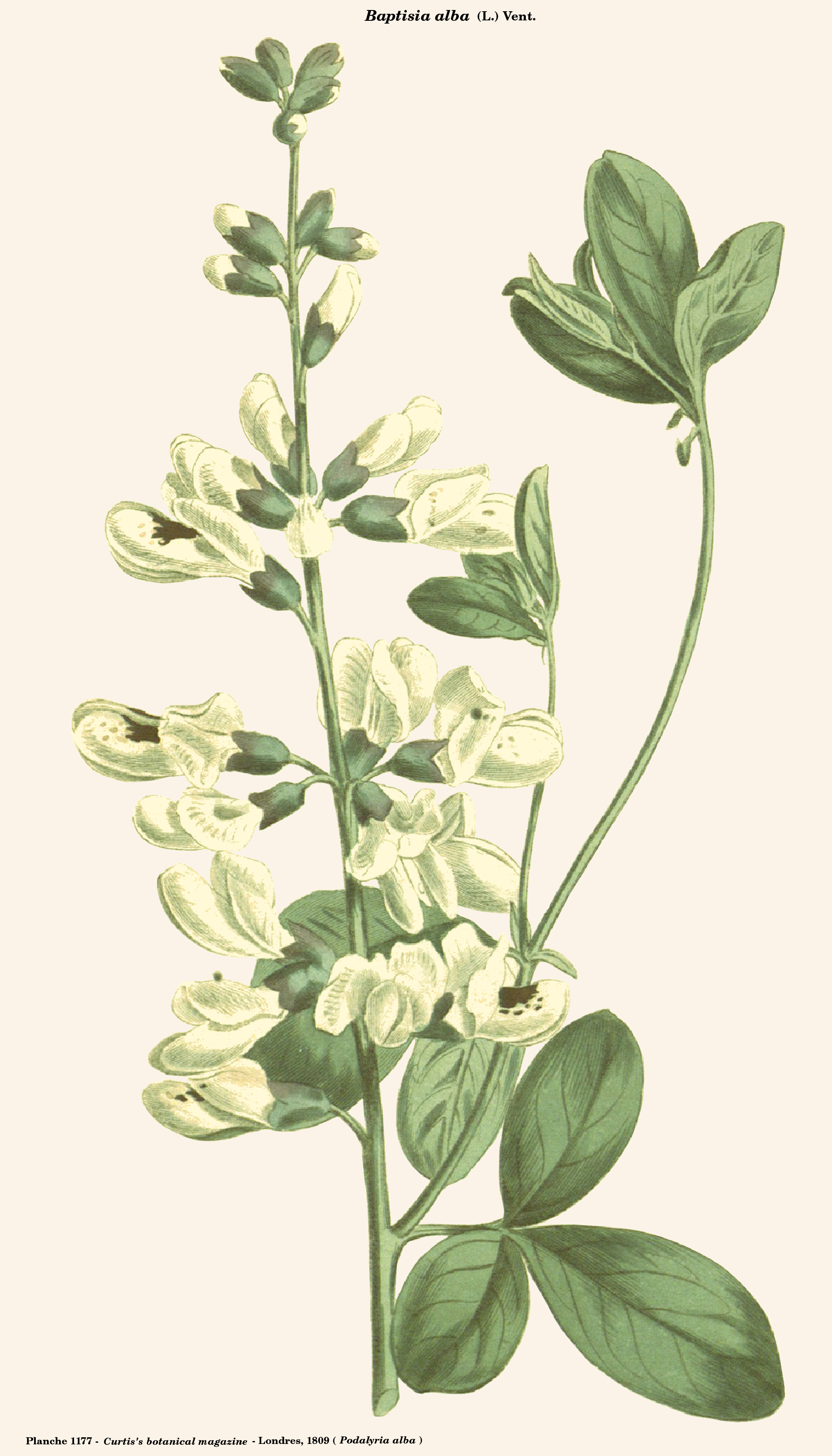
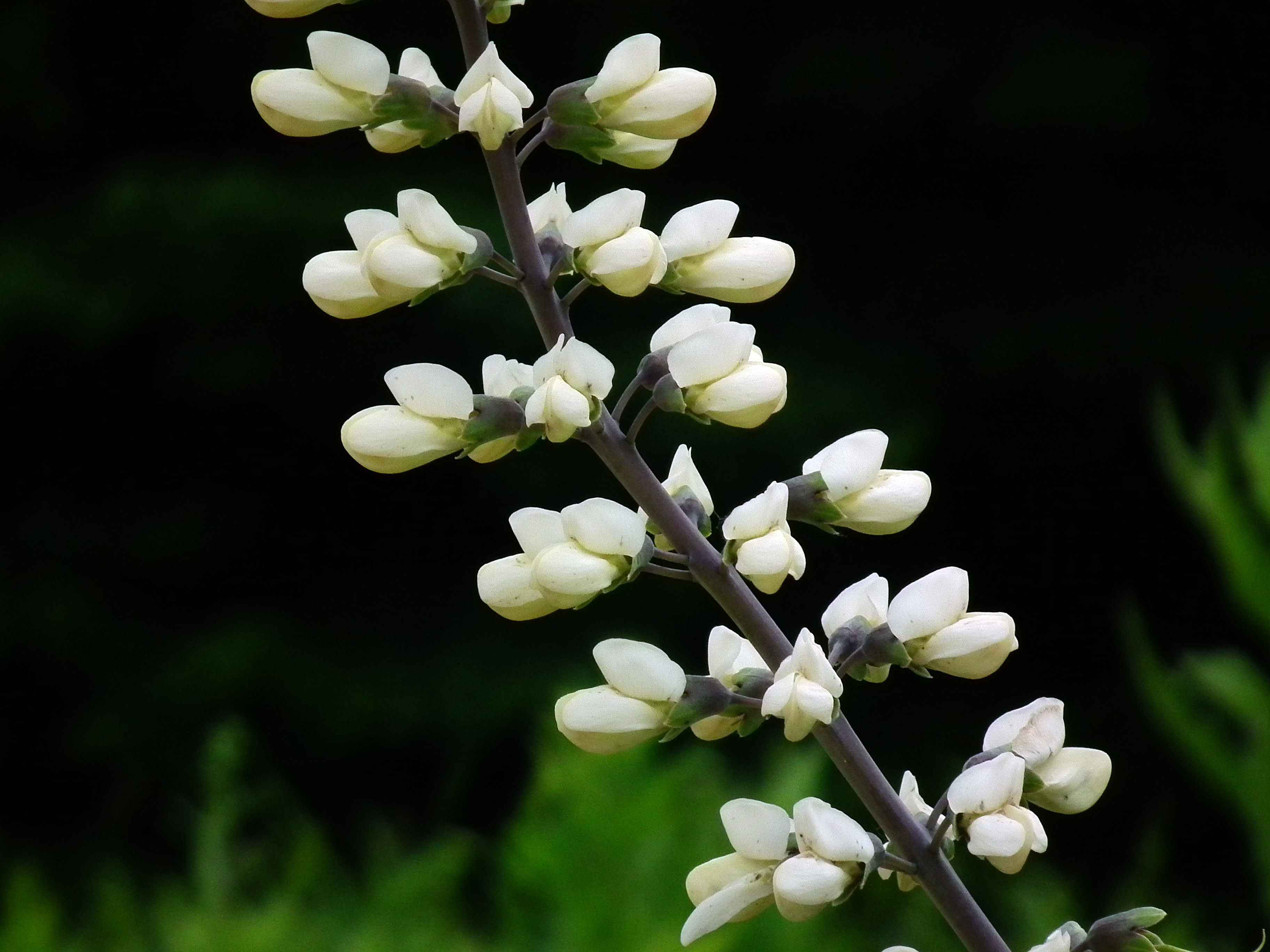
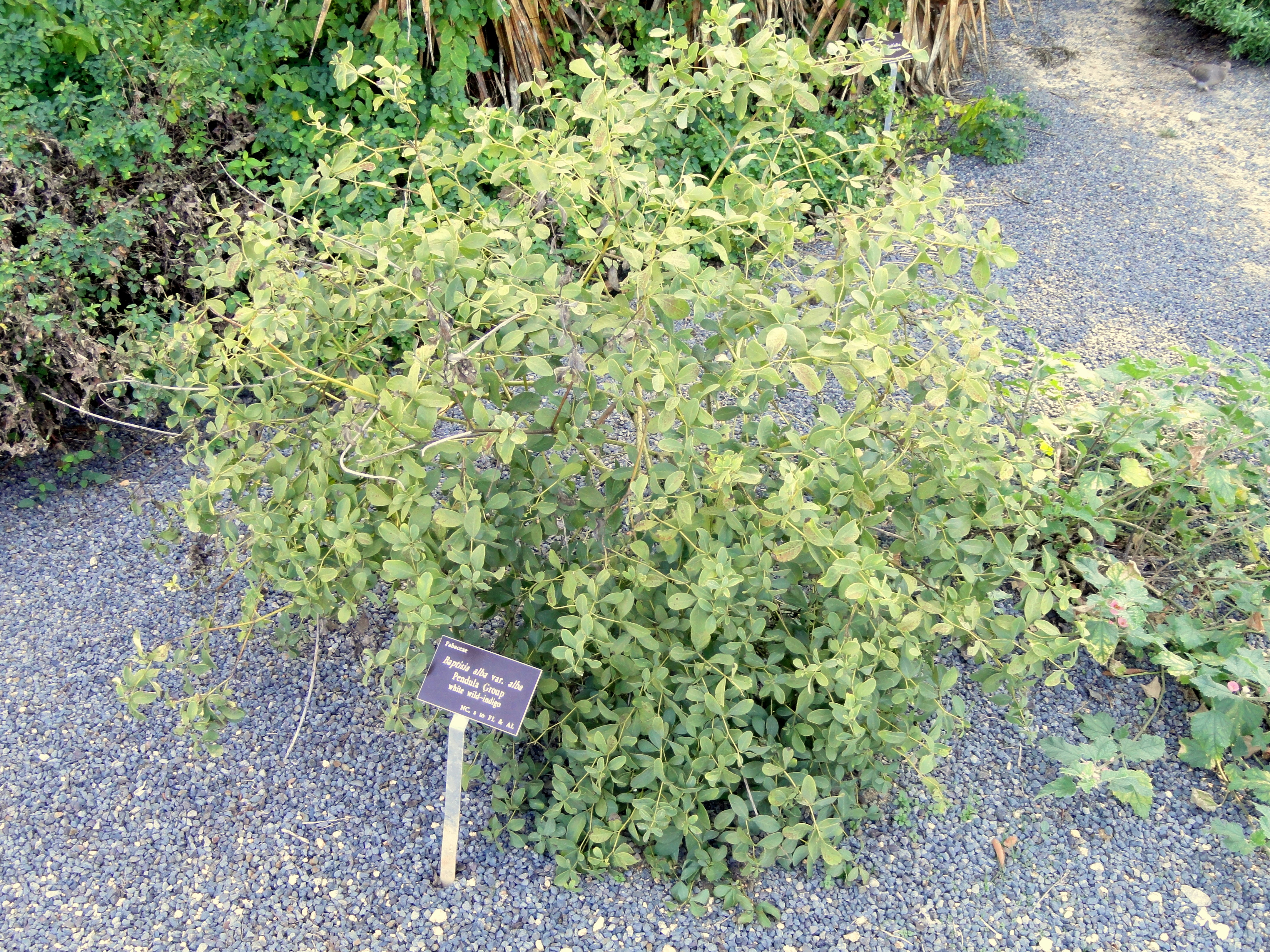